# Cypridoidea
Cypridoidea — надродина черепашкових рачків ряду Podocopida.

## Класифікація
Надродина включає 4 сучасні родини та одну вимерлу:
- Candonidae
- †Cyprideidae
- Cyprididae
- Ilyocyprididae
- Notodromadidae